# PCLO
PCLO‏ (Piccolo presynaptic cytomatrix protein) هوَ بروتين يُشَفر بواسطة جين PCLO في الإنسان.